# Dan Caslar
Dan Caslar, nome d'arte di Donato Casolaro (Napoli, 10 febbraio 1888 – Roma, 29 dicembre 1959), è stato un compositore italiano.

## Biografia
Dopo aver iniziato la carriera come compositore jazz, lavorò nel teatro di rivista. Nel 1932 compose, insieme a Michele Galdieri, per la rivista teatrale Strade, la canzone di successo Quel motivetto che mi piace tanto, che in seguito (cantata da Marisa Del Frate con parole leggermente cambiate) sarà utilizzata per un famoso carosello di una marca di caramelle e sarà reinterpretata anche da Mina. Compose inoltre brani per Flo Sandon's (Te sto aspettanno), Aldo Donà (Sorrentina), e diversi altri. Oltre che con Galdieri, collaborò anche con i parolieri Raffaele Cutolo e Alberto Simeoni.
Nel cinema italiano fu autore delle colonne sonore di una dozzina di film (perlopiù commedie) lavorando intensamente in questo settore soprattutto nei primi anni quaranta, diretti tra gli altri da Bonnard, Simonelli, Palermi, Mastrocinque e Gallone.

## Filmografia

### Colonne sonore
- Cinque a zero, regia di Mario Bonnard (1932)
- Tre uomini in frak, regia di Mario Bonnard (1932)
- La fortuna di Zanze, regia di Amleto Palermi (1933)
- La serva padrona, regia di Giorgio Mannini (1934)
- Chi è più felice di me!, regia di Guido Brignone (1938) – solo canzoni
- L'imprevisto, regia di Giorgio Simonelli (1940)
- Notte di fortuna, regia di Raffaello Matarazzo (1941)
- Un marito per il mese d'aprile, regia di Giorgio Simonelli (1941)
- Il signore a doppio petto, regia di Flavio Calzavara (1941)
- L'allegro fantasma, regia di Amleto Palermi (1941)
- Con le donne non si scherza, regia di Giorgio Simonelli (1941)
- Barbablù, regia di Carlo Ludovico Bragaglia (1941)
- La statua vivente, regia di Camillo Mastrocinque (1943)
- Taxi di notte, regia di Carmine Gallone (1950)